# Aetosaurinae
Aetosaurinae é uma das duas subfamílias de aetossauros e a Desmatosuchinae é a outra subfamílias. É um táxon-tronco que define todos os aetossauros e esta mais estreitamente relacionado com o Aetosaurus que é o último ancestral comum entre Aetosaurus e Desmatosuchus. Há uma única sinapomorfia que diagnostica o clado Aetosaurinae que é o deslocamento das eminências medianas das osteodermas paramediano dorsal.